# ×Elyhordeum
× Elyhordeum là một chi thực vật có hoa trong họ Hòa thảo (Poaceae).

## Loài
Chi × Elyhordeum gồm các loài: